# عیسی بهادری
عیسی بهادری (متولد ۲۲ دی ۱۲۸۴ روستای آقچه کهریز کمیجان – درگذشته ۲۱ آبان ۱۳۶۵ در پاریس) طراح، نگارگر، نقاش و یکی از بزرگ‌ترین احیاکنندگان هنرهای سنتی ایران در دوره معاصر بود. بهادری نزدیک به سی‌سال سرپرست هنرستان هنرهای زیبای اصفهان بود و در این مدت شاگردان بسیاری را پرورش داد. آثار ماندگاری از او در موزه‌ها و مجموعه‌های مختلف داخلی و خارجی باقی مانده‌اند.

## زندگی
عیسی بهادری فرزند موسی خان در ۲۲ دی‌ماه سال ۱۲۸۴ در روستای آقچه کهریز واقع در بخش بزچلو (شهرستان کمیجان فعلی) دیده به جهان گشود. بعد از به پایان رساندن تحصیلاتش به تهران آمد و در مدرسه صنایع مستظرفه که به سرپرستی کمال‌الملک اداره می‌شد به تحصیل هنر پرداخت. در این دوران مبانی نقاشی کلاسیک، آناتومی، پرسپکتیو و طبیعت‌سازی را نزد استاد اسماعیل آشتیانی فرا گرفت و از استاد حسین بهزاد نیز آموزه‌های ارزشمندی دربارهٔ مینیاتور آموخت. به علت علاقه به اصفهان و مرکزیت هنرهای سنتی در این شهر، برای مطالعهٔ کاشی‌ها، گچ‌بری‌ها و نقاشی‌های بناهای تاریخی، سفرهای پژوهشی به این شهر انجام می‌داد.
بعد از پایان یافتن دوره تحصیل در مدرسه صنایع مستظرفه، به استخدام هنرستان هنرهای زیبا در تهران درآمد و با راه‌اندازی هنرستان هنرهای زیبای اصفهان، در سال ۱۳۱۵ به سرپرستی این هنرستان انتخاب شد. او در آنجا ضمن تدریس (دروسی نظیر طراحی فرش، مینیاتور، نقاشی رنگ و روغن)، به احیای هنرهای سنتی ایران و نوآوری در طراحی ایرانی پرداخت. عیسی بهادری در سال ۱۳۴۵ بعد از سی سال سرپرستی هنرستان هنرهای زیبای اصفهان به سمت مدیر کل صنایع اصفهان منصوب شد و از آنجا که مقام اداری مورد علاقه او نبود پس از دو سال بازنشسته شد. او سال‌های آخر عمرش را در پاریس نزد دخترش زندگی کرد و در ۲۱ آبان ۱۳۶۵ در همین شهر از دنیا رفت و در آرامگاه پرلاشز به خاک سپرده شد.

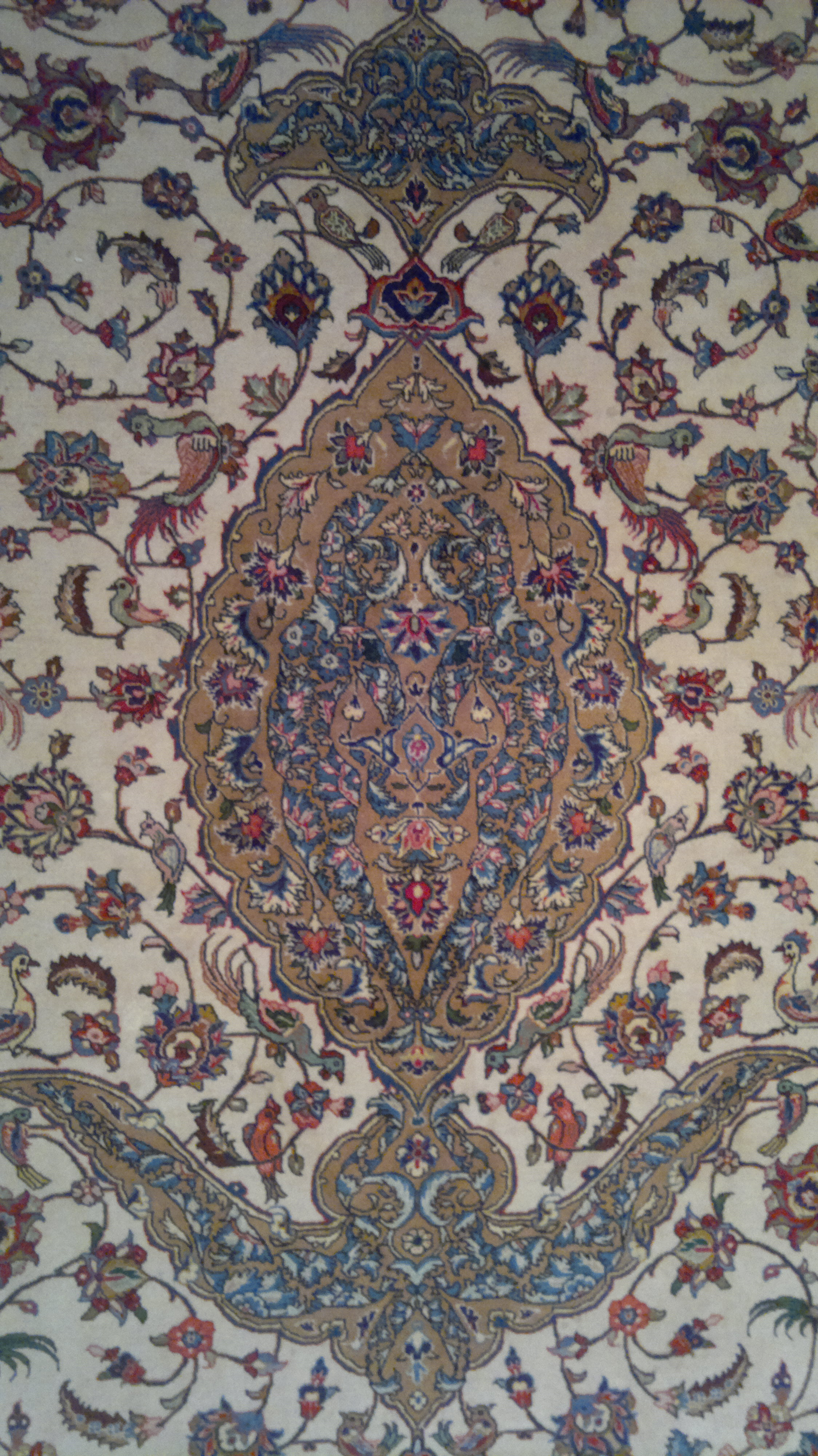
بخشی از فرش «بشریت»، (این فرش چندین‌بار با رنگ‌بندی‌های متنوع و متفاوت بافته شده‌است)، طراح: عیسی بهادری.

## نوآوری‌ها
عیسی بهادری «در احیای طرح‌های سنتی ایرانی بسیار کوشید»، در عین حال طراحِ هنرمندی بود که در رشته‌های فرش، منبت، خاتم، موزائیک، کاشی و قلم‌زنی آثار ماندگاری از خود بر جای گذاشت. بهادری و شاگردان او در هنرستان هنرهای زیبای اصفهان را به عنوان یکی از پیشگامان تأثیرگذار طرح فرشِ اصفهان در سدهٔ اخیر قلمداد می‌کنند. او بر اساس مبانی هنر ایرانی-اسلامی و خصوصیات صوری اصول تزئینیِ اسلیمی و ختایی، طرح‌ها، نقش‌مایه‌ها و آرایه‌های نوینی با مضمون‌های فلسفی، عرفانی و اساطیری ارائه کرد. ضمن اینکه، او برای هر طرحی بر اساس موضوع انتخابی، دست به ابداع نقوش جدیدی می‌زد. بهادری مبتکر نقش‌های گل، برگ و پرنده به جای اشکال هندسی بر روی خاتم است؛ و در سال ۱۳۳۸ برای نخستین بار چهره‌بافی را به شیوه نقاشی اجرا نمود.

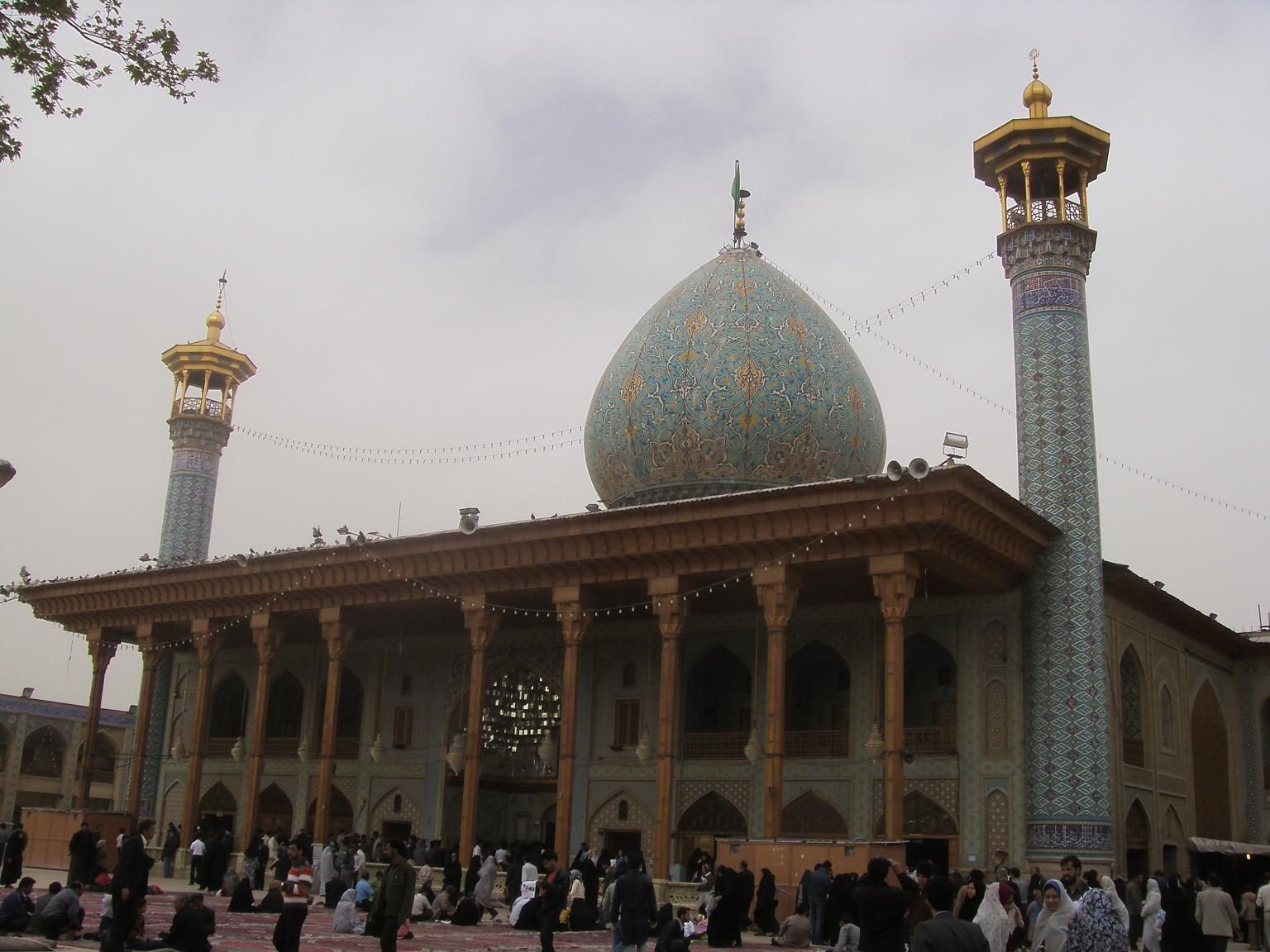
نمایی از حرم حضرت شاهچراغ در شیراز، طراح کاشی‌کاری گنبد: عیسی بهادری.

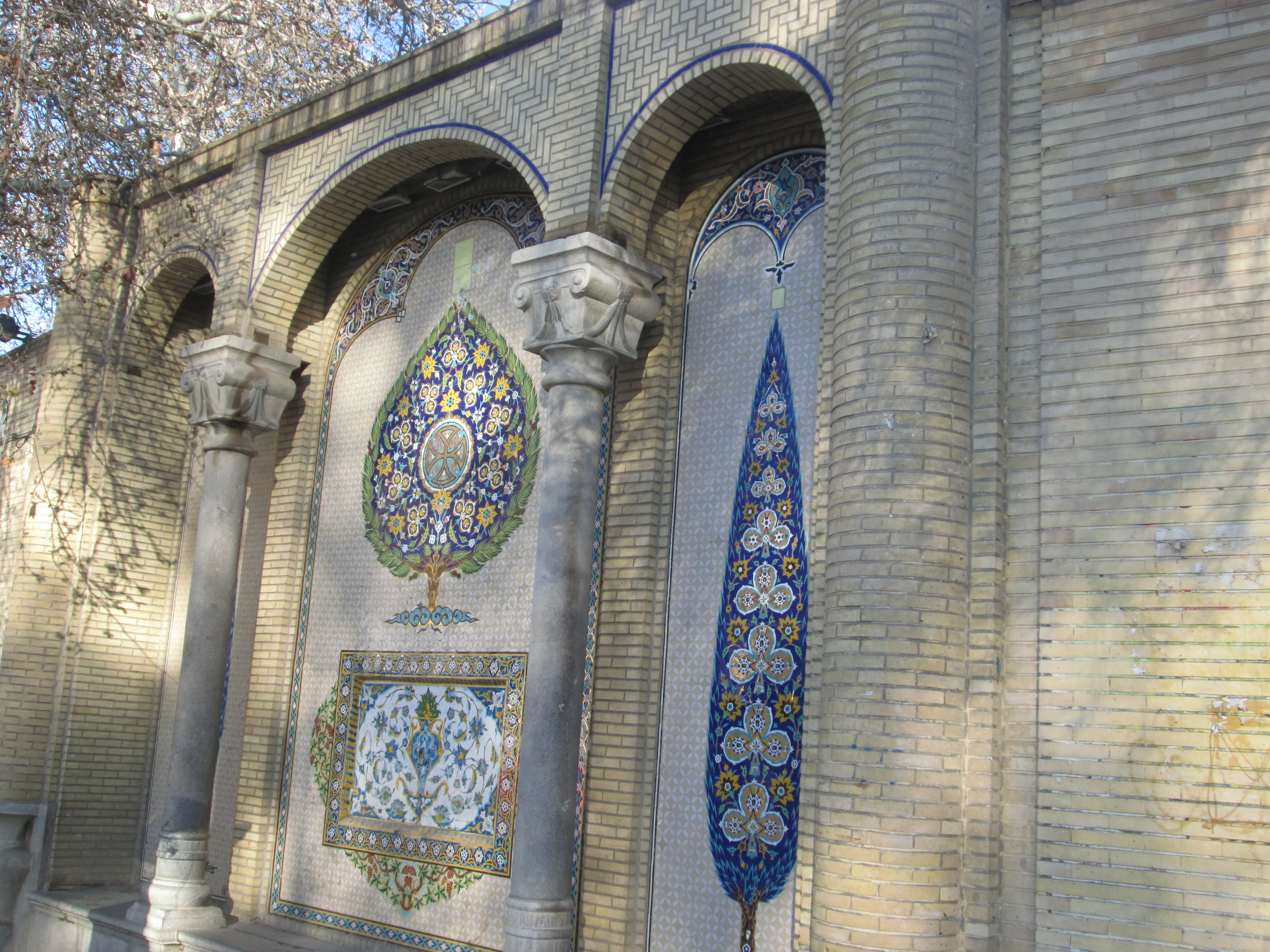
نمایی از دیوار بیرونی بیمارستان تاریخی عیسی بن مریم در اصفهان، (آمیزه‌ای از هنر اسلامی-مسیحی)، طراح کاشی‌کاری: عیسی بهادری.

## تعدادی از آثار
- طراحی فرش «بشریت» از کارهای معروف بهادری است که در موزه هنرستان هنرهای زیبای اصفهان نگهداری می‌شود؛ طرح فرش «تولد انسان» نیز از آثار دیگر اوست که در اداره فرهنگ و هنر (سابق) بافته شده و اکنون در موزه هنرهای ملی ایران موجود است.[۷] «شکار چرخ» اثری دیگر از بهادری است که زیر نظر او، توسط غلامعلی صفدرزاده حقیقی در کارگاه قالی‌بافی هنرستان هنرهای زیبای اصفهان بافته شد. از آثار دیگر او در همین زمینه می‌توان از فرش‌های: «ستاره دریایی»، «تنازع بقا»، «تشعیر»، «شکار چرخ» و «پروانه‌ها» نام برد. چندین طرح، و فرش بافته‌شده از آثار ممتاز دیگر بهادری نیز در دو موزه نامبرده و همچنین موزه فرش ایران، موزه آستان قدس رضوی و موزه‌ها و مجموعه‌های خصوصی در داخل و خارج از کشور نگهداری می‌شوند.[۸] همچنین نمونه‌هایی از فرشهای بافته شده و طرح و نقش‌های آماده شده وی در موزه هنرستان هنرهای زیبای اصفهان نیز نگهداری می‌شود.
- بهادری نگارگر چیره‌دست و خلاقی بود و آثار متعددی در زمینه نگارگری و تذهیب از او باقی مانده‌است. یکی از آثار او در این زمینه، نگاره‌ای با عنوان «معراج حضرت محمد (ص)» است که در موزه هنرهای ملی ایران نگهداری می‌شود.[۹]
- او تابلوهای نقاشی رنگ و روغن متعدد و قابل توجهی ساخته‌است. یکی از تابلوهای او با عنوان «محله‌ای در شهر اصفهان» موجود در موزه کتابخانه نیاوران، معماری شهری و زندگی اجتماعی اصفهان را در دوران هنرمند نمایش می‌دهد.[۱۰] همچنین یکی از تابلوهای وی با عنوان «مجلس ابن سینا» در موزه لوور پاریس نگهداری می‌شود.[۱۱]
- بهادری طراح نقشه کاشی‌کاری گلدسته‌های حرم امام حسین (ع) -آن را بدون دریافت مزد انجام داد-، گنبد آرامگاه حضرت شاه چراغ،[۱۲] و نمای هنرستان هنرهای زیبای اصفهان است. همچنین کاشی دور مسجد امام اصفهان را که قسمتی از آن ریخته بود، او ترمیم کرد. از آثار دیگر وی در این زمینه، طرح کاشی‌کاری دیوار بیرونی بیمارستان تاریخی عیسی بن مریم در اصفهان است.
- طراحی‌های گچ‌بری اتاق اصفهانی‌ها در ساختمان موزه زمان تهران از آثار دیگر اوست که به «تشعیر» معروفند.[۱۳]
- وی طراح تعداد بیشماری نقشه برای آثار صنایع دستی (از جمله: میز خاتم، قلم‌زنی و مشبک فلز، منبت‌کاری) نیز بوده‌است.

## آموزش و شاگردان
بهادری در بنیاد، گسترش و رشد هنرستان هنرهای زیبای اصفهان زحمات بسیاری کشید و در مدت فعالیت او، این هنرستان به یکی از پایگاه‌های حفظ و احیای هنرهای ایرانی و تربیت هنرمندان تبدیل شد. از صفات برجسته او در آموزش، آن بود که هر چه در سینه و ذهن خود داشت با بخشندگی و علاقه در اختیار شاگردانش قرار می‌داد. یکی از روش‌های بهادری در تدریس طراحی، که دو تن از شاگردانش به آن اشاره کرده‌اند، تعیین مشق‌هایی از روی نقوش و طرح‌های بناهای تاریخی اصفهان برای شاگردان بود.
از شاگردان وی می‌توان جواد رستم شیرازی، محمود فرشچیان، عباسعلی پورصفا، امیر هوشنگ جزی‌زاده، جعفرقلی دادخواه و علی محمودیان را نام برد. فرشچیان دربارهٔ بهادری می‌گوید: «استاد عیسی بهادری در طول تاریخ هنر ایران، بزرگ‌ترین استاد در زمینه [طراحی] کاشی، فرش، مینیاتور و تا حدی نقاشی بود و انسان جامع و کاملی در زمینه‌هایی که به آن اشاره کردم به‌شمار می‌رفت. تصور می‌کنم والاترین ویژگی او ایجاد رغبت در شاگردان بویژه خود من بود و به واسطه بیان گیرا و جذابی که داشت، می‌توانست به خوبی این شور و شوق را در شاگردانش ایجاد کند… [راهنمایی‌های او] در خودسازی من خیلی مؤثر بود.»
استاد منیژه آرمین در کتاب «کیمیاگران نقش _زندگی‌نامه داستانی هفت نقاش»، بخشی از این کتاب را به استاد عیسی بهادری اختصاص داده و مطالب جالبی نوشته‌است.

## جایزه‌ها
عیسی بهادری، موفق به دریافت نشان‌های متعدد از جمله مدال هنر از نمایشگاه کالای ایران، نشان سپاس و علمی و هنر از وزارت معارف، دیپلم دونور و مدال طلا از نمایشگاه جهانی بروکسل و نشان علم و هنر از طرف دولت فرانسه گردید.